# Archlord
ArchLord – gra komputerowa z gatunku MMORPG. Producentem gry jest NHN Games, a wydawcą od 2006 do 2009 Codemasters (dnia 1 października 2009 Codemasters zakończył kontrakt na prowadzenie europejskiej wersji gry - obecnie gra wydawana jest przez Webzen). Gra została wydana w marcu 2005 roku w Korei i październiku 2006 w Ameryce Płn. i Europie. W sierpniu 2007 roku stała się darmową grą sieciową.